# جیلو، سن جیولیانو ترمه
جیلو (به ایتالیایی: Gello) یک منطقهٔ مسکونی در ایتالیا است که در سان جولیانو ترمه واقع شده‌است. جیلو ۲٬۳۶۵ نفر جمعیت دارد و ۳ متر بالاتر از سطح دریا واقع شده‌است.